# Șir Cauchy
În matematică, un șir Cauchy este un șir {\displaystyle (x_{n})} ale cărui elementele se apropie arbitrar de mult când {\displaystyle n\to \infty }. Cu alte cuvinte, pentru orice număr dat {\displaystyle \epsilon >0,} se poate renunța la termenii de la începutul șirului astfel încât diferență între oricare doi termeni dintre cei rămași să fie mai mică decât {\displaystyle \epsilon .}
Conceptul este numit după matematicianul francez Augustin Louis Cauchy

## Utilitatea în contextul analizei matematice
Utilitatea acestor șiruri rezidă din faptul că un spațiu metric complet are la bază existența acestor șiruri care converg către o limită. Convergența șirurilor este o proprietate foarte folosită în domeniile proceselor iterative, a căror algoritmi de rezolvare necesită o limitare în timp. De aceea, în foarte multe domenii ale fizicii matematice se lucrează în termeni de topologie, prin adoptarea foarte frecvent a spațiilor metrice complete. 

## Șiruri Cauchy în spații metrice
Într-un spațiu metric, un șir fundamental,  șir Cauchy, numit și șir fundamental, este un șir {\displaystyle x_{1},x_{2},x_{3},\ldots } de elemente , având proprietatea că, pentru orice {\displaystyle \varepsilon >0}, există un rang {\displaystyle N_{\varepsilon }\in \mathbb {N} } astfel încât {\displaystyle \forall m,n\in \mathbb {N} } cu  {\displaystyle m\geq N_{\varepsilon }} și {\displaystyle n\geq N_{\varepsilon }}, are loc {\displaystyle d(x_{m},x_{n})<\varepsilon }, unde {\displaystyle d} este funcția distanță.
Un șir convergent este întotdeauna șir Cauchy. Spațiile metrice complete sunt, prin definiție, acele spații metrice în care este adevărată și reciproca (orice șir Cauchy este convergent).

## Exemple de șiruri Cauchy
1. Cel mai întâlnit exemplu de șir Cauchy este modul de construcție a unui număr real, prin utilizarea secvențelor de numere raționale. Dacă avem un număr, să zicem cifra 0 și o secvență Cauchy care stă la baza acestui număr(să zicem șirul 1/n), atunci avem o secvență de numere raționale, iar completitudinea spațiului este realizată. Conform proprietății în care, un spațiu metric complet admite numai șiruri Cauchy, atunci orice secvență de numere raționale este un șir Cauchy în domeniul real. În schimb dacă secvența de  numere raționale se consideră doar în domeniul numerelor raționale, există posibilitatea ca nu orice secvență să fie Cauchy, tocmai datorită faptului că mulțimea numerelor raționale nu este un spațiu metric complet.
Șirurile Cauchy sunt una din metodele de construcție a mulțimii numerelor reale din mulțimea numerelor raționale. De aici numele lor de șiruri fundamentale.
2. Un alt exemplu îl constituie șirul cu termenul general:
{\displaystyle x_{n}=1+{\frac {1}{1!}}+{\frac {1}{2!}}+\cdots +{\frac {1}{n!}}.}
În acest caz:
{\displaystyle x_{n+p}-x_{n}<{\frac {1}{n!}}\left[{\frac {1}{n+1}}+{\frac {1}{(n+1)^{2}}}+\cdots +{\frac {1}{(n+1)^{p}}}\right]<{\frac {1}{n!}}\cdot {\frac {1}{n}}\leq {\frac {1}{n}}<\varepsilon ,}
pentru   {\displaystyle n>N(\varepsilon )=\left[{\frac {1}{\varepsilon }}\right].}
Se poate demonstra că limita acestui șir este numărul e.

## Contraexemplu
Se poate demonstra că șirul:
{\displaystyle x_{n}=1+{\frac {1}{2}}+{\frac {1}{3}}+\cdots {\frac {1}{n}},\;n\in \mathbb {N} ^{*}}
este divergent.
Pentru aceasta este suficient să se arate că există un {\displaystyle \varepsilon _{0}>0} și un {\displaystyle p\in \mathbb {N} ^{*}} astfel încât  {\displaystyle |x_{n+p}-x_{n}|\geq \varepsilon _{0}.}
Într-adevăr, pentru {\displaystyle p=n,}
{\displaystyle |x_{2n}-x_{n}|={\frac {1}{n+1}}+{\frac {1}{n+2}}+\cdots +{\frac {1}{2n}}\geq {\frac {1}{2}}=\varepsilon _{0}.}

## Cazul șirurilor de funcții
Definiție.
Fie {\displaystyle (f_{n})_{n}} un șir de funcții, {\displaystyle f_{n}:[a,b]\to \mathbb {R} .}
Se spune că șirul {\displaystyle (f_{n})_{n}} este punctual convergent pe {\displaystyle [a,b]} către f pentru {\displaystyle n\to \infty } și se scrie {\displaystyle f_{n}{\overset {PC}{\longrightarrow }}f} dacă {\displaystyle f_{n}(x_{0})\to f(x_{0})} (în {\displaystyle \mathbb {R} }) pentru {\displaystyle \forall x\in [a,b].}
Definiție.
Un șir {\displaystyle (f_{n})_{n}} de funcții {\displaystyle f_{n}:[a,b]\to \mathbb {R} .} se numește uniform convergent pe {\displaystyle [a,b]} către o funcție {\displaystyle f:[a,b]\to \mathbb {R} .} și se scrie {\displaystyle f_{n}{\overset {UC}{\longrightarrow }}f}  dacă este îndeplinită următoarea condiție:
{\displaystyle \forall \varepsilon >0\;\exists N(\varepsilon )} natural astfel încât {\displaystyle \forall n\geq N(\varepsilon )} să existe relația {\displaystyle |f_{n}(x)-f(x)|<\varepsilon ,} pentru {\displaystyle \forall x\in [a,b].}
Teoremă (Criteriul fundamental de convergență uniformă al lui Cauchy)
Șirul de funcții {\displaystyle (f_{n})_{n\geq 1}} converge uniform pe mulțimea {\displaystyle A\;\Leftrightarrow \;\forall \varepsilon >0,\;\exists n_{\varepsilon }\in \mathbb {N} ^{*}} astfel încât {\displaystyle \forall n\in \mathbb {N} ,\;n\geq n_{\varepsilon },\;\forall p\in \mathbb {N} ,\;|f_{n+p}(x)-f_{n}(x)|<\varepsilon ,\;\forall x\in A.}